# Timandra commixta
Timandra commixta là một loài bướm đêm trong họ Geometridae.